# Chongoni
De rotsschilderingen van Chongoni zijn gelegen in Centraal-Malawi. Het is een gebied dat zich over 756 km² uitstrekt, waarvan een groot deel een beschermd natuurreservaat is. Er zijn meer dan 200 plaatsen met rotsschilderingen terug te vinden, die ongeveer 1800 jaar oud zijn. Deze afbeeldingen zijn het bewijs van een zeldzame traditie van rotskunst van een boerengemeenschap en van jager-verzamelaars die sinds het late Stenen Tijdperk in de regio woonden.
De meeste afbeeldingen zijn in grotten te vinden, maar er zijn er ook op geïsoleerde rotsen van verschillend formaat. Alle figuren hebben een rode of witte kleur. De rode zijn de oudste afbeeldingen omdat op sommige plaatsen witte figuren over de rode zijn teruggevonden. De rode afbeeldingen stellen meestal geometrische figuren voor, terwijl de witte dieren en mensen afbeelden. Ze zijn gemaakt door de voorouders van de hedendaagse Chewa, namelijk het volk van de Nyanja en van de Mang'anja. Zij hadden een geheim genootschap, Nyau genoemd, waarvan de tradities vandaag nog steeds worden beleefd in Oost Zambia en Centraal Malawi. Op de afbeeldingen zijn figuren uit de Nyau gemeenschap weer te vinden. Tegenwoordig worden door de Nyau echter geen rotsschilderingen meer gemaakt, maar deze praktijk werd toch beoefend tot de 20e eeuw. In de moderne rituelen speelt deze kunstvorm geen rol meer en het doel ervan is niet meer gekend. De sites worden wel geassocieerd met rituelen en ceremonies die vandaag de dag nog steeds plaatsvinden.